# Jim King (cestista 1943)
James H. King, detto Jim (New Orleans, 9 febbraio 1943), è un ex cestista statunitense, attivo a livello amatoriale nella AAU.

## Carriera
Venne selezionato dai Detroit Pistons al quarto giro del Draft NBA 1965 (29ª scelta assoluta).
Con gli Stati Uniti disputò i Giochi olimpici di Città del Messico 1968.

## Palmarès
- Coppa Intercontinentale: 2

Akron Wingfoots: 1967, 1968
- Campione AAU: 1

Akron Wingfoots: 1967